# Алексоматі Микола Харлампійович
Мико́ла Харла́мпійович Алексома́ті — (нар. 1848 — пом. 1917) — український художник часів Російської імперії.

## Життєпис
Микола Харлампійович Алексоматі народився 1848 року.
У 1865—1868 роках вчився у Одеській художній школі. З 1869 року був вільнослухачем Петербурзької Академії Мистецтв.
З 1891 року — член Товариства південноросійських художників.
Серед творів: «З околиць Мюнхена», «Затишний куточок», «Парижанка». «За читанням» (1891 рік), «Голова старого» (1897 рік).
Микола Алексоматі помер 1917 року. Був похований на Першому Християнському цвинтарі. 1937 року комуністичною владою цвинтар було зруйновано. На його місці був відкритий «Парк Ілліча» з розважальними атракціонами, а частина була передана місцевому зоопарку. Нині достеменно відомо лише про деякі перепоховання зі Старого цвинтаря, а дані про перепоховання Алексоматі відсутні.